# 秋元啓二
秋元 啓二（あきもと けいじ、1975年9月18日 - ）は静岡第一テレビ（SDT）のアナウンサー。東京都渋谷区出身。

## 来歴・人物
早稲田大学卒業後、1998年にSDT入社。現在は『まるごと』の司会者（MC）で2023年現在、タレントの久保ひとみとおよそ20年以上、MCを務めてる。2011年8月29日から『930プラス』も担当していた。
野球好きであり、プロ野球選手の井口資仁は、國學院久我山高校野球部時代の先輩。
趣味は料理で、『○ごとワイド』の料理コーナーで紹介されたレシピを家庭で本人が作る事もある。他にもけん玉（一級）、筋トレ、アウトドア、少し下手ではあるがゴルフ、家庭菜園も趣味である。
ラーメン、赤身肉、サラダチキン、プロテインが好物である。

## 現在の担当番組
- まるごと- メインキャスター
- FRONT ZERO

## 過去の担当番組
- ズームイン!!朝→ズームイン!!SUPER（静岡地区キャスター）
- あさチャン!!
- 寝ちゃダメ!Fガールズ
- KICK OFF2003
- 中尾彬！美食の花道
- 930プラス
- マルシェア - メインMC（水・木曜日）